# اس‌ام یوبی-۶۱
اس‌ام یوبی-۶۱ (به انگلیسی: SM UB-61) یک زیردریایی است که طول آن ۵۵٫۵۲ متر (۱۸۲٫۲ فوت) می‌باشد. این زیردریایی در سال ۱۹۱۷ ساخته شد.